# Preta Gil

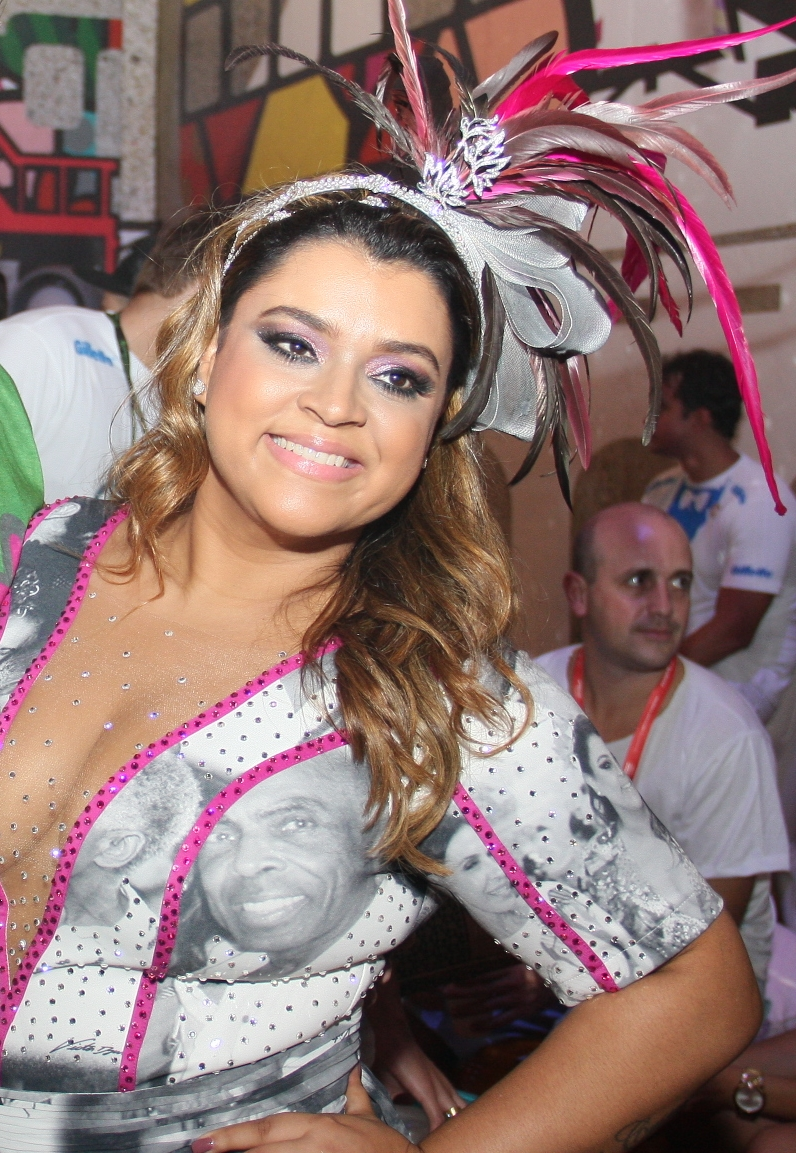
Preta Gil, 2013

Preta Maria Gadelha Gil Moreira (phát âm tiếng Bồ Đào Nha: [ˈpɾetɐ maˈɾiɐ ɡaˈdeʎɐ ˈʒiw moˈɾejrɐ]) (8 tháng 8 năm 1974 – 20 tháng 7 năm 2025), được gọi là Preta Gil (phát âm tiếng Bồ Đào Nha: [ˈpɾetɐ ˈʒiw]), là một nữ ca sĩ và diễn viên người Brazil. Cô là con gái của Gilberto Gil, một nhạc sĩ nổi tiếng, cựu Bộ trưởng Bộ Văn hóa ở Brazil.

## Tiểu sử
Năm 1974, cha của Preta Gil, ca sĩ nổi tiếng Gilberto Gil, đã đến văn phòng chính phủ để đăng ký tên của con gái mình theo tên của mẹ mình. Khi đến nơi, nhân viên bán hàng thông báo rằng anh ta không thể đăng ký Preta làm tên cho con gái mình. Gilberto Gil bắt đầu phản đối, "Tại sao không? Có Blanca (Trắng), Clara (Rõ ràng) và Rosa (Hoa hồng)... Tại sao Preta (Đen) không thể là một cái tên? ". Người thư ký chịu thua, nhưng chỉ cho đăng ký khi đứa trẻ được đăng ký cùng với một tên Công giáo. Vì vậy, Preta Gil đã được đăng ký với tên "Preta Maria".
Preta sống ở Rio de Janeiro, và khi lên một tuổi, cô chuyển đến Salvador. Mẹ cô, Sandra, ngay sau đó có một cô con gái khác tên là "Maria". Gil luôn tin rằng đó là sự thiếu sáng tạo. Cô có một người anh trai, "Pedro", sinh ra ở London, vào thời điểm cha cô nổi tiếng từ Brazil trong thời kỳ độc tài quân sự, cùng với người bạn và ca sĩ Caetano Veloso.
Mẹ của Sandra, cũng là mẹ của Andréa Gadelha, được biết đến là vợ Dedé của Veloso. Trong hoàn cảnh phải đối mặt, cô tin rằng hai cô con gái của mình cưới những người đàn ông điên. Gilberto Gil và Veloso đều bị lưu đày, đến sống ở Luân Đôn và bà của Preta bị bỏ lại để nuôi các con. Preta rất ngưỡng mộ bà của cô, người đã đứng vững trong một thời kỳ hỗn loạn để duy trì cuộc sống của gia đình.
Từ khi còn nhỏ Preta đã có một trí tưởng tượng rất sống động. Cô đã từng có một chú chó con tưởng tượng, khi cô lên năm. Khi cha cô đang ghi âm ở Los Angeles với Sérgio Mendes, gia đình chuyển đến California, nơi họ sống tám tháng. Mẹ của Preta nói đùa, gọi chiếc máy bay đưa họ đến LA như một con tàu nô lệ, vì bà và lũ trẻ đều là người da đen. Anh chị em của Petra, Maria và Pedro, cả hai đều có mái tóc xoăn. Preta có mái tóc thẳng. Veloso thường gọi cô là Filipina.
Vào ngày 20 tháng 7 năm 2025, Preta qua đời tại Thành phố New York trong quá trình điều trị bệnh ung thư ruột, thông tin đã được văn phòng báo chí và gia đình của ca sĩ tiết lộ.
1. ↑  Andrade, Claudia (2011). "Preta Gil khẳng định người lưỡng tính e fala em 'banda podre' entre os parlamentares". Acervo (bằng tiếng Bồ Đào Nha). Truy cập ngày 11 tháng 6 năm 2025.